# Ronde van Castilië en León 2019
De Vuelta Castilla y León 2019 werd gehouden van 25 april tot en met 27 april in Castilië en León, Spanje. Het was de 34ste editie van deze Spaanse etappekoers. De start was in Belorado, de finish in Villafranca del Bierzo. De ronde maakte deel uit van de UCI Europe Tour 2019, in de categorie 2.1. In 2018 won de Spanjaard Rubén Plaza. Dit jaar won de Italiaan Davide Cimolai.

## Etappe-overzicht
| etappe | datum    | start    | finish                 | afstand  | winnaar        | klassementsleider |
| ------ | -------- | -------- | ---------------------- | -------- | -------------- | ----------------- |
| 1e     | 25 april | Belorado | Castrojeriz            | 181 km   | Davide Cimolai | Davide Cimolai    |
| 2e     | 26 april | Frómista | Villada                | 170,3 km | Davide Cimolai | Davide Cimolai    |
| 3e     | 27 april | León     | Villafranca del Bierzo | 151,8 km | Enrique Sanz   | Davide Cimolai    |

## Eindklassementen
| Plaats      | Naam             | Ploeg                         | Tijd      |
| ----------- | ---------------- | ----------------------------- | --------- |
| Zwarte trui | Davide Cimolai   | Israel Cycling Academy        | 13u02'18" |
| 2           | Guillaume Boivin | Israel Cycling Academy        | + 15"     |
| 3           | Jérôme Cousin    | Total Direct Énergie          | + 16"     |
| 4           | Daniele Bennati  | Movistar Team                 | + 17"     |
| 5           | Jonathan Lastra  | Caja Rural-Seguros RGA        | + 20"     |
| 6           | Nélson Oliveira  | Movistar Team                 | + 21"     |
| 7           | Héctor Sáez      | Euskadi Basque Country-Murias | z.t.      |
| 8           | Enrique Sanz     | Euskadi Basque Country-Murias | + 56"     |
| 9           | Carlos Barbero   | Movistar Team                 | 1'11"     |
| 10          | Eduard Prades    | Movistar Team                 | 1'17"     |
|             |                  |                               |           |
| 62          | Jetse Bol        | Burgos-BH                     | 17'14"    |

| Plaats      | Naam            | Ploeg                         | Punten |
| ----------- | --------------- | ----------------------------- | ------ |
| Groene trui | Davide Cimolai  | Israel Cycling Academy        | 58     |
| 2           | Enrique Sanz    | Euskadi Basque Country-Murias | 45     |
| 3           | Nélson Oliveira | Movistar Team                 | 27     |

| Plaats    | Naam          | Ploeg           | Punten |
| --------- | ------------- | --------------- | ------ |
| Rode trui | Bruno Silva   | Efapel          | 14     |
| 2         | Jaume Sureda  | Burgos-BH       | 14     |
| 3         | Alvaro Trueba | Sporting-Tavira | 10     |

| Plaats | Ploeg                         | Tijd      |
| ------ | ----------------------------- | --------- |
|        | Movistar Team                 | 39u08'53" |
| 2      | Israel Cycling Academy        | + 42"     |
| 3      | Euskadi Basque Country-Murias | + 1'48"   |

1985 · 1986 · 1987 · 1988 · 1989 · 1990 · 1991 · 1992 · 1993 · 1994 · 1995 · 1996 · 1997 · 1998 · 1999 · 2000 · 2001 · 2002 · 2003 · 2004 · 2005 · 2006 · 2007 · 2008 · 2009 · 2010 · 2011 · 2012 · 2013 · 2014 · 2015 · 2016 ·2017 · 2018 · 2019 · 2020 · 2021 · 2022 · 2023 · 2024